# Baciato dal sole
Baciato dal sole è una miniserie televisiva italiana diretta da Antonello Grimaldi, andata in onda in prima visione su Rai 1 nel 2016.

## Trama
Elio Sorrentino è un giovane pugliese che partecipa a Re per una Sera, un talent show trasmesso dall'emittente televisiva Idra Tv. Elio viene dato per favorito, ma la direzione generale del canale ordina all'autore Guerino Guidi di manomettere il televoto per non farlo vincere. Guerino, restio, tenta invano di ribaltare la situazione mandando in onda un'intervista fatta a Elio a sua insaputa (portando alla rabbia del ragazzo).
Elio ha alle sue spalle una storia molto particolare, dovuta dall'abbandono della madre e alle difficoltà economiche a cui sta andando incontro il padre adottivo, aggravata dalla scoperta del tradimento da parte di Guerino, infatti a Graviano dopo l'intervista sono cominciati ad arrivare i creditori a casa Sorrentino. In seguito, la nuova presidente del canale Diana Morigi scoprirà la manomissione e convincerà il consiglio di amministrazione di Idra Tv, insieme a Guerino, a far condurre al restio Elio un one-man show di quattro puntate in prima serata, Baciato dal Sole.
I preparativi dello show ritardano perché nel frattempo Elio era tornato a Graviano, ma, scoperti i preparativi, torna a Roma facendosi accompagnare da Anna Ferri, amica d'infanzia innamorata del protagonista desiderosa di laurearsi in ingegneria. Inoltre durante un'intervista una giornalista (pagata di proposito da Ruben, il direttore generale di Idra TV, per fare quella precisa domanda come test psicologico) chiede a Elio se pensa che la madre che lo ha abbandonato possa riconoscerlo con lo show, portando il ragazzo a un crollo psicologico che manda a monte la prima puntata del programma. Alla fine, però, la prima vera puntata dello show va alla grande: Elio ha un ottimo talento come comico e anche cantante. 
Sorrentino conosce Milla Venturi, nipote del fondatore di Idra Tv, per la quale perderà completamente la testa. Alla fine del programma Elio doveva andare a prendere Anna al bar dove aveva trovato lavoro la mattina prima, ma va insieme a Milla. La ragazza (il cui padre si è impiccato quando era piccola, venendo ritrovato proprio da lei) porterà Elio in un mondo di eccessi, di droga e alcol, venendo arrestato a Londra per possesso di stupefacenti. Ciò causerà non pochi problemi a IdraTv e Ruben deciderà quindi di iniziare una relazione con Milla, che Elio scoprirà in poco tempo e, nel cercare di aggredire Ruben, viene picchiato da quest'ultimo, facendo in modo che il programma non possa andare in onda. Nel frattempo Ruben stava cercando la madre di Elio, scoprendo soltanto che ha vissuto per un periodo a Londra.
Intanto è lotta interna di potere all'interno dell'emittente TV tra il socio di maggioranza e i soci di minoranza. Diana, per avere più spazio all'interno del consiglio, inizia una relazione con Ruben. Nel frattempo a Roma arriva una amica della madre di Elio che si finge la vera madre per aiutarlo ma il suo abbandono porta il ragazzo all'overdose e al coma. Riabilitatosi anche grazie ad Anna passa una notte di passione con lei. I due litigano perché Anna pensa che Elio l'abbia fatto per gratitudine. Alla fine Anna rimane incinta e preferisce trasferirsi con un giovane professore. Un anno dopo Elio lavora in radio e fa apparizioni teatrali, Idra Tv sta perdendo ascolti e quando Giano Venturi muore Milla costringe Ruben a sposarla, senza di fatto consumare il matrimonio, per rappresentare i Venturi nel consiglio d'amministrazione poiché quest'ultimo stava per essere licenziato, anche con il consenso del defunto Giano Venturi. 
All'esibizione teatrale di Elio, trasmessa anche in Tv e in radio, Ruben si presenta con una pistola con l'intento di uccidere dapprima il figlio e successivamente Diana, che viene salvata dal suo nuovo fidanzato. Mentre è in macchina Ruben ripensa ad Angela, la madre di Elio, svelando la verità sulla sua scomparsa: in un incontro su una scogliera Ruben la spinse accidentalmente giù da questa. Mentre pensa si punta la pistola alla testa ma il colpo non va a segno grazie a una poliziotta facendo presumere che questo venga arrestato subito dopo. Il film si conclude con Elio che torna a vivere con Anna e il piccolo Giulio.

## Accoglienza
La miniserie ha debuttato su Rai 1 in prima serata con 4.392.000 di telespettatori e il 16,59% di share. Il secondo episodio del 23 febbraio ottiene 3.718.000 telespettatori e il 14,56% di share, il terzo del 1 marzo 3.601.000 e il 14,30%, il quarto dell'8 marzo 3.282.000 e il 13,65%, il quinto del 15 marzo 3.466.000 e il 14,11% e l'ultimo del 22 marzo 3.493.000 e il 12,84%.

## Produzione
Baciato dal sole è prodotta da Rai Fiction, Pepito Produzioni e Daunia Production con il supporto di Apulia Film Commission. La fiction è stata girata da settembre 2014 in Puglia a Monte Sant'Angelo (nella serie TV chiamata con il nome di fantasia Graviano di Puglia) e a Manfredonia per quattro settimane, a Roma per sedici settimane e in Inghilterra a Londra.